# Fogg Museum
Fogg Museum är ett konstmuseum i Boston, Massachusetts, USA.
Fogg Museum invigdes 1896 och tillhör Harvard University. Det är en del av Harvard Art Museums, tillsammans med Busch-Reisinger Museum och Arthur M. Sackler Museum.
Museet var ursprungligen inhyst i en byggnad i italiensk renässansstil, som ritats av arkitekten Richard Morris Hunt. Denna byggnad revs 1925 och ersattes av en byggnad i georgiansk nystil av arkitektkontoret Coolidge, Shepley, Bulfinch, and Abbott. Museet stängdes 2008 för att senare öppna i en ny museibyggnad för samtliga delar av Harvard Art Museums, ritad av Renzo Piano. 

## Konstsamling
Fogg Museum är känt för sin samling av västerländsk konst med målningar, skulpturer, konsthantverk, fotografier, tryck och teckningar från medeltiden och till nutid. Framför allt innehåller samlingen verk från italiensk renässans, den brittiska prerafaeliska skolan, fransk konst från 1800-talet och amerikanska målningar och teckningar från 1800- och 1900-talet.
Museets Maurice Wertheim-kollektion har ett antal impressionistiska och postimpressionistiska mästerverk av Paul Cézanne, Edgar Degas, Édouard Manet, Henri Matisse, Pablo Picasso och Vincent van Gogh.